# Fritz Meyer

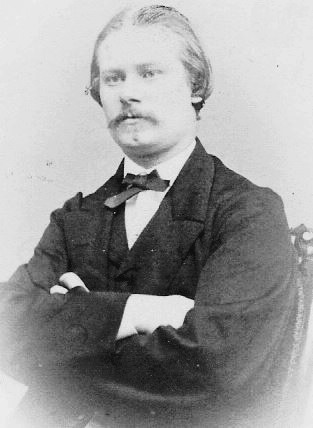
Fritz Meyer.

Carl Fredrik (Fritz) Philip Meyer, född 25 december 1839 i Bremen, död 1916 i Moskva, var en svensk litograf och tecknare. 

## Biografi

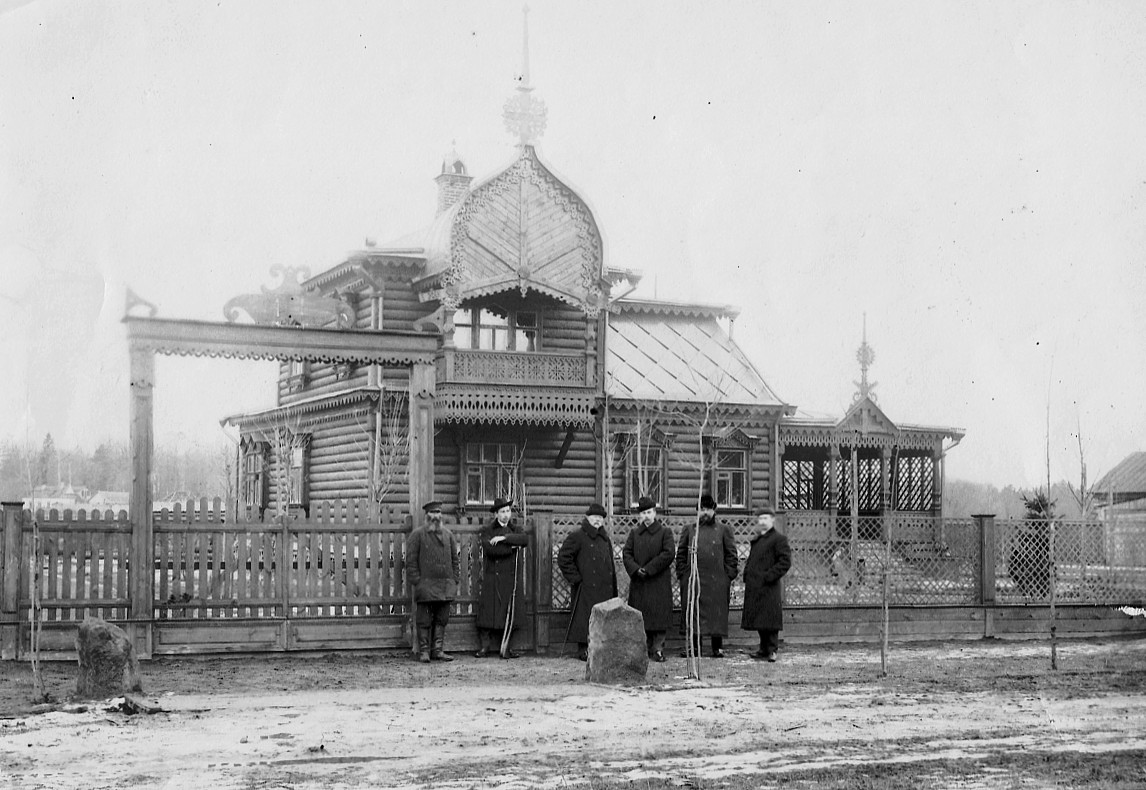
Meyers villa vid Moskva 1900.

Fritz Meyer (ursprungligen Joachim Friedrich Carl) var äldste son till litografen Johan Fredrik Meyer och Theresia Katarina Rosenthal och bror till konstgjutaren Otto Meyer samt grafikern Wilhelm Meyer. Han studerade vid Konstakademien i Stockholm 1850–1855 samt litografiteknik för sin far. 
Han fortsatte sin utbildning vid Akademie der Künste i Berlin och i Frankrike samt arbetade och studerade i Dresden, Wien, Salzburg, München och Frankfurt am Main åren 1859–1864. Han var bosatt i Stockholm 1864–1872 och arbetade bland annat åt sin far i Illustrerad Tidning. 
Han startade 1871 eget litografi-företag och 1872 emigrerade han med familj till S:t Petersburg och flyttade 1877 vidare till Moskva. Där var han teknisk chef vid Jürgensohns litografiska nottryckeri och efterträddes av sin son Wladimir. Han blev utnämnd till kunglig svensk hovlitograf 1883. Hans konstnärliga verksamhet bestod huvudsakligen av porträtt och arkitekturbilder. Sina litografier signerade han F. Meyer J:r och sina målningar enbart F. Meyer.
I Nikolskoje, i närheten av Moskva byggde han en villa för sig och sin familj. Ritningarna hade han upprättat själv.
Han ligger begravd med sin hustru i Nikolskoje.